# Christoph Brandt (Theologe)
Christoph Brandt (* 26. April 1922 in Düderode; † 10. Februar 2012 in Somerset West) war ein evangelischer Theologe und Präses der Kapkirche.

## Leben
Brandt wurde nach Absolvierung des Studiums der Theologie am 5. Oktober 1952 in Georgsmarienhütte ordiniert und im gleichen Jahr zum Pastor in Marienwerder ernannt. 1953 wechselte er als Pastor in den Auslandsdienst in Südafrika. Die dortige Kapkirche war bis 1961 der Aufsicht der Evangelisch-lutherischen Landeskirche Hannovers unterstellt. 1960 kehrte Brandt zunächst nach Deutschland zurück und wurde Pastor in Sarstedt, 1968 in Hildesheim. 1971 wurde er wieder Pastor im Auslandsdienst in Südafrika und 1977 zum Präses der Kapkirche ernannt. Am 1. Juli 1985 trat er in den Ruhestand.
Er wurde 1948 Mitglied der christlichen Studentenverbindung Göttinger Wingolf.